# Maya Rudolph
Maya Rudolph (ur. 27 lipca 1972 w Gainesville w stanie Floryda) – amerykańska aktorka, komik i piosenkarka, której występy w serialu Big Mouth i programie Saturday Night Live zostały nagrodzone Emmy zarówno w 2020 jak i 2021 roku.

## Życiorys
Córka afroamerykańskiej piosenkarki soulowej Minnie Riperton i kompozytora Richarda Rudolpha. W latach 1990. była członkinią alternatywnego zespołu muzycznego „The Rentals”, w którym śpiewała i grała na keyboardzie. Następnie poświęciła się karierze komika. W 1995 ukończyła studia na Uniwersytecie Kalifornijskim w Santa Cruz, uzyskując bakalaureat w zakresie fotografii. Od 1996 występuje w produkcjach telewizyjnych i filmowych. W 2000 została przyjęta do zespołu komików telewizyjnego programu rozrywkowego Saturday Night Live. Jako aktorka głosowa bierze udział w produkcji filmów animowanych.

## Życie prywatne
Od 2001 jest w związku z reżyserem Paulem Thomasem Andersonem, z którym ma syna i trzy córki.

## Wybrana filmografia
- 1996–1997: Szpital Dobrej Nadziei (Chicago Hope) jako Leah Martine, pielęgniarka (5 odcinków serialu)
- 1997: Lepiej być nie może (As Good as It Gets) jako policjantka
- 1997: Gattaca – szok przyszłości (Gattaca) jako położna
- 2000: Starsza pani musi zniknąć (Duplex) jako Tara
- 2004: 50 pierwszych randek (50 First Dates) jako Stacy
- 2006: Idiokracja (Idiocracy) jako Rita
- 2006: Ostatnia audycja (A Prairie Home Companion) jako Molly
- 2007: Shrek Trzeci (Shrek the Third) jako Roszpunka
- 2009: Para na życie (Away We Go) jako Verona De Tessant
- 2010: MacGruber (MacGruber) jako Casey
- 2010: Duże dzieci (Grown Ups) jako Deanne McKenzie
- 2011: Druhny (Bridesmaids) jako Lillian
- 2011: Single od dziecka (Friends with Kids) jako Leslie
- 2011–2012: Do białego rana (Up All Night) jako Ava Alexander (35 odcinków serialu)
- 2013: Najlepsze najgorsze wakacje (The Way Way Back) jako Caitlin
- 2013: Jeszcze większe dzieci (Grown Ups 2) jako Deanne McKenzie
- 2014: Wada ukryta (Inherent Vice) jako Petunia Leeway
- 2015: Plan Maggie (Maggie's Plan) jako Felicia
- 2015: Siostry (Sisters) jako Brinda
- 2017–2022: Big Mouth[1] jako Connie, Dianne Bonnie i inne postacie (serial, role głosowe)
- 2018: Rozpruci na śmierć (The Happytime Murders) jako Bubbles
- 2018: Forever jako June Hoffman (serial)
- 2018–2020: Dobre miejsce (The Good Place) jako Sędzia Gen (serial)
- 2019: Lego: Przygoda 2 (The Lego Movie 2: The Second Part) jako Mama
- 2021: Licorice Pizza jako Gale
- 2022: Rozczarowana (Disenchanted) jako Malvina